# 능북로
능북로(nengbuk-ro)는 경기도 여주시 세종대왕면 백석교차로에서 금사면까지 71.4km를 잇는 도로이다.

## 주요 경유지
경기도
- 여주시 (세종대왕면 . 흥천면 . 금사면)

## 노선
전 구간 지방도 제333호선에 속하기 때문에 이 노선에 대한 별도 표기는 생략한다.
| 이름        | 접속 노선                          | 소재지 | 소재지     | 비고 |
| ----------- | ---------------------------------- | ------ | ---------- | ---- |
| 백석 교차로 | 지방도 제333호선 (영릉로) (능서로) | 여주시 | 세종대왕면 |      |
| 율극교      |                                    | 여주시 | 세종대왕면 |      |
| 율극사거리  | 신율로                             | 여주시 | 흥천면     |      |
| 귀백삼거리  | 귀백로                             | 여주시 | 흥천면     |      |
| 계신교      |                                    | 여주시 | 금사면     |      |
| (이름없음)  | 이여로                             | 여주시 | 금사면     |      |